# Fort Stevens State Park

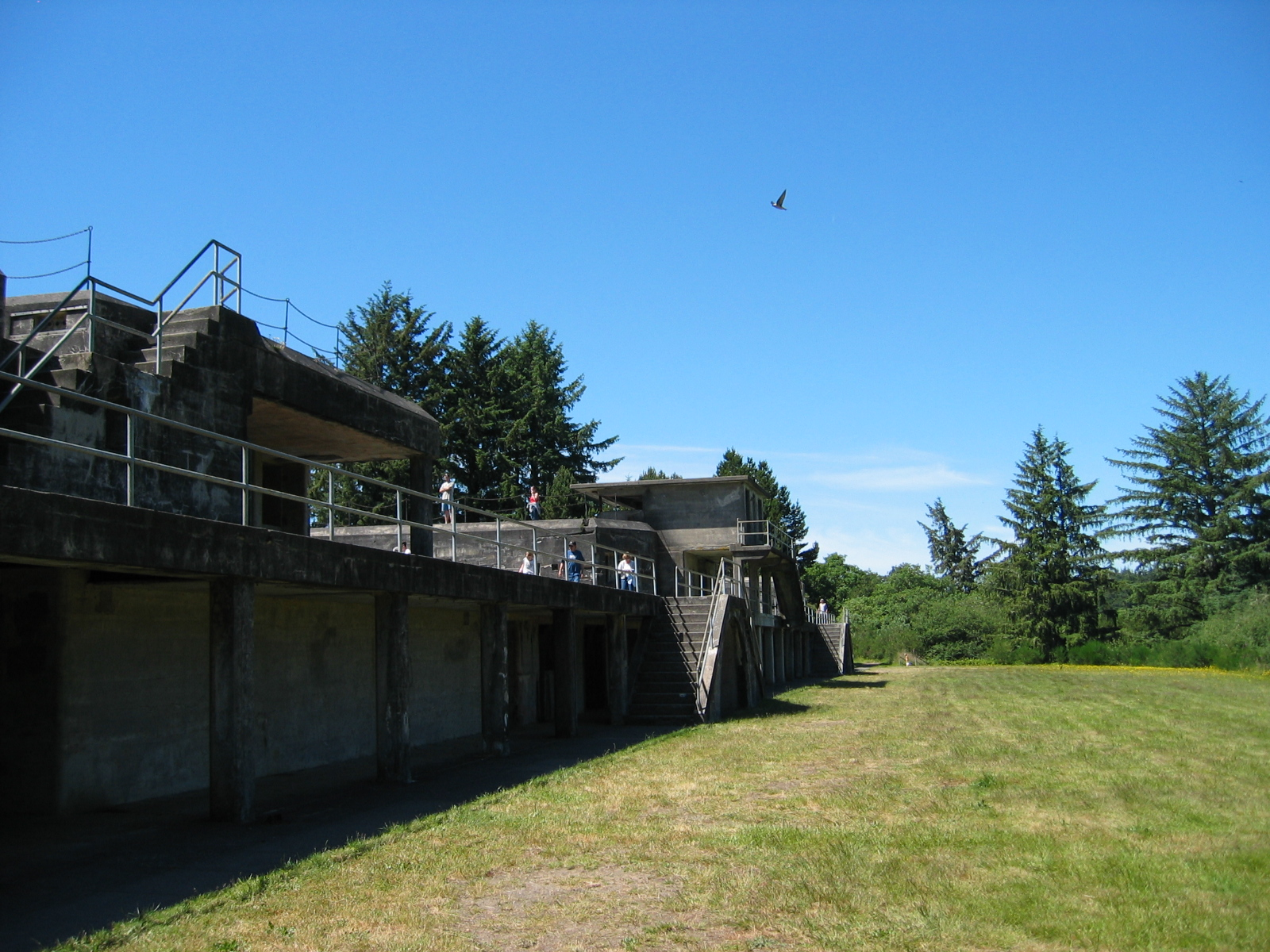
Befestigungsanlagen

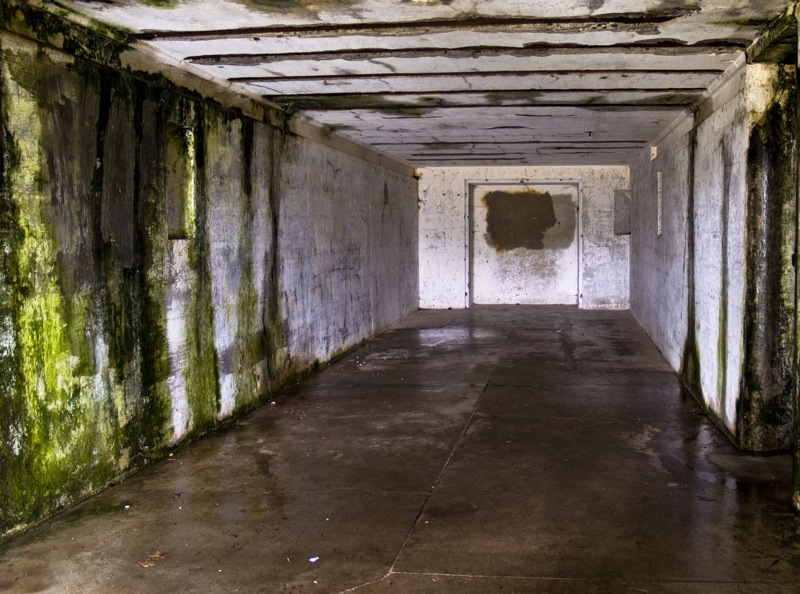
Innenansichten

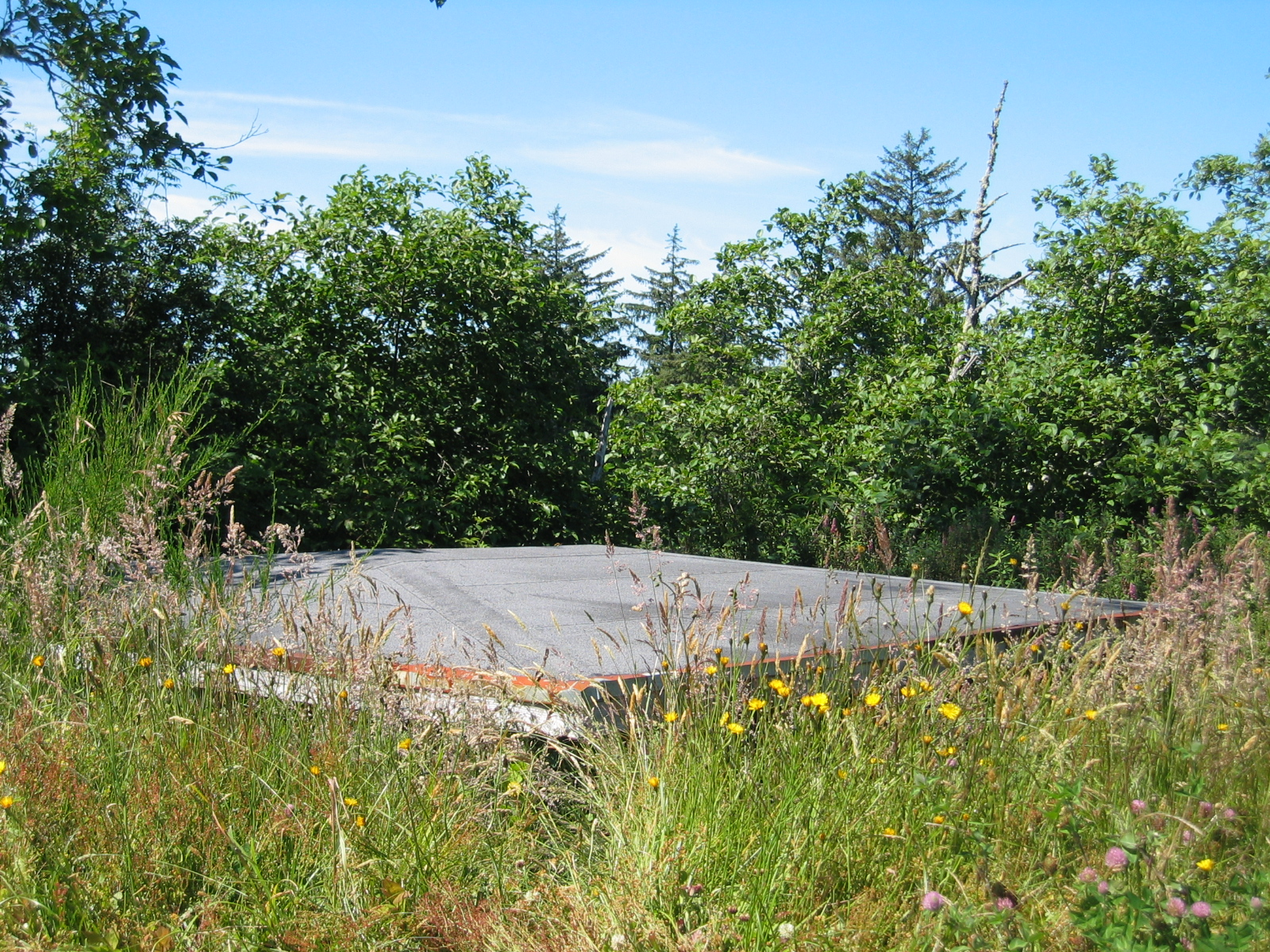
Ehemaliger Bunker

Der Fort Stevens State Park ist ein State Park im Clatsop County im US-Bundesstaat Oregon. Er liegt an der Mündung des Columbia River und ist mit einer Fläche von 1719 ha der drittgrößte State Park Oregons. Benannt wurde er nach der auf dem Gelände befindlichen ehemaligen Küstenbefestigung Fort Stevens.

## Geographie
Der Park liegt südlich der Mündung des Columbia River an der Pazifik-Küste. Der Park umfasst über 6 km Sandstrand sowie Dünen, Feuchtgebieten und Küstenwälder. In den Dünen liegen der langgestreckte, 4 km lange Coffenbury Lake sowie weitere kleinere Seen.

## Flora und Fauna
Große Teile des Parks sind mit Sitka-Fichten, Küsten-Kiefern, Westamerikanischen Hemlocktannen, Roterlen und Kreuzdorn bewaldet, dazu mit einem dichten Unterwuchs aus kleineren Bäumen und Sträuchern wie Oregon-Wildäpfel, Rhododendron, Heidelbeeren, Heidekraut, Prachthimbeeren und Shallon-Scheinbeeren. Im Park leben Weißwedelhirsche, Waschbären, Biber, Wasservögel und zahlreiche weitere Tierarten.

## Geschichte
1955 übertrug das Clatsop County 319 ha dem Staat. Durch Ankauf und weitere Schenkungen erreichte der Park seine heutige Größe, das Gelände der ehemaligen Küstenbefestigung wurde 1975 den Oregon State Parks übertragen, die die Anlagen nach und nach restaurieren. Seit 1980 ist das Gelände als State Park zugänglich.

## Touristische Einrichtungen
Der Besuch des Parks ist gebührenpflichtig. Im Park liegt der größte Campingplatz Oregons mit 600 Stellplätzen. Eine Aussichtsplattform bietet einen Panoramablick auf die Mündung des Columbia. Der Coffenbury Lake ist ein beliebter Angelplatz und verfügt weiter über zwei Badebereiche, einen Picknickbereich mit Sanitäranlagen und eine Bootsrampe. An zwei weiteren Seen befinden sich Bootsrampen für Kanuten und Angler. Über 14 km Rad- und Wanderwege führen durch den Park, im Norden des Parks liegt der nördliche Endpunkt des Oregon Coast Trails.
Am Strand sind noch die Überreste des Wracks des englischen Segelschiffs Peter Iredale zu sehen, das am 25. Oktober 1906 bei der Einfahrt in den Columbia River gestrandet ist.

### Fort Stevens
Die Geschützstellungen und Bunker der ehemaligen Küstenbefestigung können von außen besichtigt werden. Ein Teil der Erdwälle aus der Zeit des Sezessionskriegs wurde restauriert, auf der während des Zweiten Weltkriegs errichteten Battery 245 wurden 1979 zwei 12,7-cm-Marinegeschütze installiert, die den ursprünglich installierten 15,2-cm-Geschützen ähneln. In Battery Pratt wurde 2009 ein 15,2-cm-Geschütz rekonstruiert. Im Rahmen von Führungen können die um 1900 erbaute Battery Mishler, die während des Zweiten Weltkriegs erbaute Battery 245 sowie die unterirdische Kommandozentrale besichtigt werden.
Der Förderverein des Forts, die Friends of Old Fort Stevens, unterhalten ein kleines Museum und einen Andenkenladen. Ein ehemaliges, 1905 erbautes Offiziersquartier dient heute als privat geführtes Gästehaus mit viktorianischer Inneneinrichtung.
Das ehemalige Festungsgelände dient mehrmals im Jahr als Schauplatz von Reenactments für Szenen aus dem Sezessionskrieg oder aus dem Zweiten Weltkrieg.